# 阿让机场
阿让机场，商业名称为阿让拉加雷讷机场（法語：Aéroport d'Agen-La Garenne），是法国西南部城市阿让的城市客运机场，其主体部分位于勒帕萨日和埃斯蒂亚克两个市镇范围内，距离阿让市中心大约4公里。

## 历史
阿让机场的历史尚有待考证，当地的航空俱乐部于1915年组建。二战结束后，阿让机场逐渐转为民用，该机场曾先后经停多条固定及季节性航班。但受到高速铁路发展等因素的影响，该机场客流量在二十一世纪初有所减少。2016年，阿让机场不再停靠国际航班，该机场的海关区域亦被拆除。2020年，阿让至巴黎间的固定航线被取消，阿让机场不再开行固定旅客航线。

## 航空公司与目的地
截至2025年1月，阿让机场暂无固定及季节性旅客航线。

## 接驳交通
阿让机场前方建有停车场。